# Aristide Moraitinis
 (mai 2012).
Si vous disposez d'ouvrages ou d'articles de référence ou si vous connaissez des sites web de qualité traitant du thème abordé ici, merci de compléter l'article en donnant les références utiles à sa vérifiabilité et en les liant à la section « Notes et références ».
Aristide Moraitinis est un officier de Marine, pilote et as aérien grec de la Première Guerre mondiale.

## Vie et combats

### Officier de marine et pionnier de l'aviation maritime
Né en 1891, il se destine très jeune à une carrière maritime. Diplômé de l'École navale en 1910, il en sort avec le grade d'enseigne de vaisseau et lorsque survient la première guerre balkanique, le 5 octobre 1912, il commande en second une vedette lance-torpilles. C'est à cette époque, qu'ayant appris que l'Amirauté hellène avait acquis 2 hydravions français Astra, basés à Moudros, dans l'île de Lemnos, il se porta volontaire pour le poste d'observateur aérien. Et le 24 janvier 1913, lors de la toute première mission de guerre de l'aéronavale grecque, il survole la flotte turque basée dans le détroit des Dardanelles, à bord de l'Astra baptisé "Nautilus", piloté par le lieutenant Michaël Moutoussis. À l'issue de cette "première" il entre à l'École d'aviation, ouverte près d'Éleusis par le Flight Lieutenant britannique Collyns Price Pizey, dont il devient, d'ailleurs, rapidement le second. En 1914, il est finalement nommé au poste de commandant en chef de l'aviation maritime hellène, laquelle se réduisait, alors, à une unique escadrille de 4 hydravions Henri Farman F.22.

### laPremière Guerre mondiale
À la fin de 1916, cet embryon d'escadrille fut rattachée au 2d Wing du R.N.A.S. (NB. Royal Navy Air Service, l'ancêtre de la Fleet Air Arm, l'Aéronavale britannique), qui lui fit don de quelques Bristol Scout D. L'escadrille grecque, qui devait prendre le nom "d'escadrille Z", entreprit des opérations de reconnaissance en Mer Égée.
En juin 1917, la Grèce rejoignit le camp des Alliés et, grâce à l'aide des Anglais qui lui procurèrent des chasseurs Sopwith, des Airco D.H.4 et des hydravions Short 184, la Marine grecque peut créer 4 escadrilles:
- escadrille H1 à Thassos;
- escadrille H2 à Moudhros;
- escadrille H3 à Stavroupolis;
- escadrille H4 à Mitilinoi.

En janvier 1918, à la tête de l'escadrille de chasse de l'aéronavale, Moraitinis attaque les destroyers allemands "Breslau" et "Göben", protégés par l'aviation allemande, basée à Beykoz; au cours du combat qui s'ensuivit 2 appareils grecs furent abattus, mais leur jeune chef s'adjugea pas moins de 3 victoires.
Il trouvera la mort le 22 décembre 1918, au cours d'un simple vol de liaison Athènes - Salonique, en s'écrasant au sommet du mont Olympe. Il avait, entretemps, été promu au grade de capitaine de corvette.

## Palmarès et décorations
Il est crédité de 9 victoires homologuées obtenues au cours de 185 missions de guerre (dont 80 missions de bombardement, 27 de reconnaissance, 18 de chasse libre et 25 patrouilles maritimes) et 20 combats aériens.
Outre les plus hautes décorations grecques, il reçut la DSO britannique et l'Amirauté britannique lui offrit, à titre personnel, un Airco D.H.9 portant l'inscription: "To the Commander A. Moraitinis, DSO".